# Flusso di ghiaccio Alison
Il flusso di ghiaccio Alison è un flusso glaciale situato sulla costa di Bryan, all'estremità orientale della Terra di Ellsworth, in Antartide. Lungo circa 15 km, il flusso Alison si estende partendo dall'Altopiano Antartico per poi sfociare nella costa meridionale della baia Eltanin.

## Storia
Il flusso glaciale Alison è stato mappato dallo United States Geological Survey grazie a fotografie aeree scattate dalla marina militare statunitense tra il 1961 e il 1966, e nel 2003 è stato così battezzato dal Comitato consultivo dei nomi antartici in onore di Alison Cook, una specialista informatica del British Antarctic Survey che fece parte di un progetto anglo-americano volto alla redazione di mappe dei cambiamenti glaciologici e costieri avvenuti nella Penisola Antartica tra la fine degli anni 1990 e l'inizio degli anni 2000.